# Nawabganj (zila)
Nawabganj (en bengalí: নওয়াবগঞ্জ) es un zila o distrito de Bangladés que forma parte de la división de Rajshahi.
Comprende 5 upazilas en una superficie territorial de 1.672 km²: Bholahat, Gomastapur, Nachole, Nawabganj y Shibganj.
La capital es la ciudad de Nawabganj.

## Upazilas con población en marzo de 2011[2]
- Bholahat 103,301
- Chapai Nawabganj Sadar 530,592
- Gomastapur 275,823
- Nachole 146,627
- Shibganj 591,178

## Demografía
Según estimación 2010 contaba con una población total de 1.753.692 habitantes.